# Meinhardtgipfel
Der Meinhardtgipfel ist ein 1775 m hoher Berg im ostantarktischen Viktorialand. In der Everett Range der Concord Mountains ragt er 5,8 km nördlich des Mount Matthias auf.
Wissenschaftler der deutschen Expedition GANOVEX III (1982–1983) nahmen seine Benennung vor. Namensgeber ist der deutsche Geophysiker Karl Meinhardt, Teilnehmer an der GANOVEX II (1981–1982).